# Tây Phong, Tiền Hải
Tây Phong là một xã cũ thuộc huyện Tiền Hải, tỉnh Thái Bình, Việt Nam.

## Địa lý
Xã Tây Phong có diện tích 4,75 km², dân số năm 2022 là 4.731 người, mật độ dân số đạt 996 người/km².

## Lịch sử
Ngày 28 tháng 9 năm 2024, Ủy ban Thường vụ Quốc hội ban hành Nghị quyết số 1201/NQ-UBTVQH15 về việc sắp xếp đơn vị hành chính cấp xã giai đoạn 2023 – 2025 của tỉnh Thái Bình (nghị quyết có hiệu lực từ ngày 1 tháng 11 năm 2024). Theo đó, thành lập xã Ái Quốc trên cơ sở toàn bộ 4,75 km² diện tích tự nhiên và quy mô dân số là 4.731 người của xã Tây Phong.